# Головне Донське військо
Головне Донське військо (1570—1671) — військове державне формування на землях Донщини, визнане грамотою московського царя Івана Грозного 3 січня 1570 року. Головне Донське військо, проте залишалося самостійним формуванням.
До визнання московським царем, донські козаки мали старшину і центр у станиці Роздори у причорноморських і приозівських степах, що сягало минувшини руської й бродницької діб. Грамота московського царя була важливим політичним кроком на противагу відносин козаків з польським королем, який пов'язав Донщину з Московською державою. Грамота московського царя поклала початок приборкання донців і реорганізації вольностей на керовані свободи в устрої війська.
Отаманські міста: станиця Роздори (1500-ті-1622), станиця Монастирський Городок (1622—1637), місто Азов (1637—1642), станиця Махин Острів (1642—1645), місто Черкаськ (1645—1806), місто Новочеркаськ (1806 — 1920).
Після участі донських козаків у Селянській війні в Росії 1670 року на чолі зі Степаном Разіним московський цар був вимушений скасувати донську самостійність. 1671 року Головне Донське військо присягнуло на вірність московському цареві і Московській державі, втративши свою самостійність.
Після присяги почали іменуватися Донське козацьке військо.